# Озерки (Милославский район)
Озерки — село в Милославском районе Рязанской области, входит в состав Богородицкого сельского поселения. 

## География
Расположено на берегу реки Сухая Полотебня в 5 км на юг от центра поселения села Богородицкое и в 16 км на северо-запад от райцентра Милославское.

## История
Спасское, бывшая вотчина архиерейского дома, в качестве села упоминается в окладных книгах 1676 года, где о бывшей в том селе Преображенской церкви сказано, что она обложена данью в апреле 1705 года. Устроенная в начале XVIII века Преображенская церковь, в 1848 году была вся заново перестроена, за исключением колокольни, которую в 1860 году, по её ветхости, предписано было сломать. В 1873 году в Спасском построена новая деревянная церковь прежнего храмонаименования.
В XIX — начале XX века село входило в состав Чернавской волости Скопинского уезда Рязанской губернии. В 1906 году в селе было 204 двора.
С 1929 года село являлось центром Озерского сельсовета Чернавского района Рязанского округа Московской области, с 1937 года — в составе Рязанской области, с 1959 года — в составе Богородицкого сельсовета Милославского района, с 2005 года — в составе Богородицкого сельского поселения.

## Население
| 1859 | 1897  | 1906  | 2010 |
| ---- | ----- | ----- | ---- |
| 619  | ↗1195 | ↗1353 | ↘119 |